# 930'erne
Århundreder: 9. århundrede – 10. århundrede – 11. århundrede
Årtier: 880'erne 890'erne 900'erne 910'erne 920'erne – 930'erne – 940'erne 950'erne 960'erne 970'erne 980'erne
År: 930 931 932 933 934 935 936 937 938 939